# Komitat Gran
Das Komitat Esztergom, auch Komitat Gran genannt (auch Graner Gespanschaft; ungarisch Esztergom vármegye, lateinisch comitatus Strigoniensis, slowakisch Ostrihomská župa/stolica oder Ostrihomský komitát), war eine Verwaltungseinheit im nordwestlichen Zentrum des Königreichs Ungarn. Verwaltungssitz war Esztergom (Gran).

## Lage

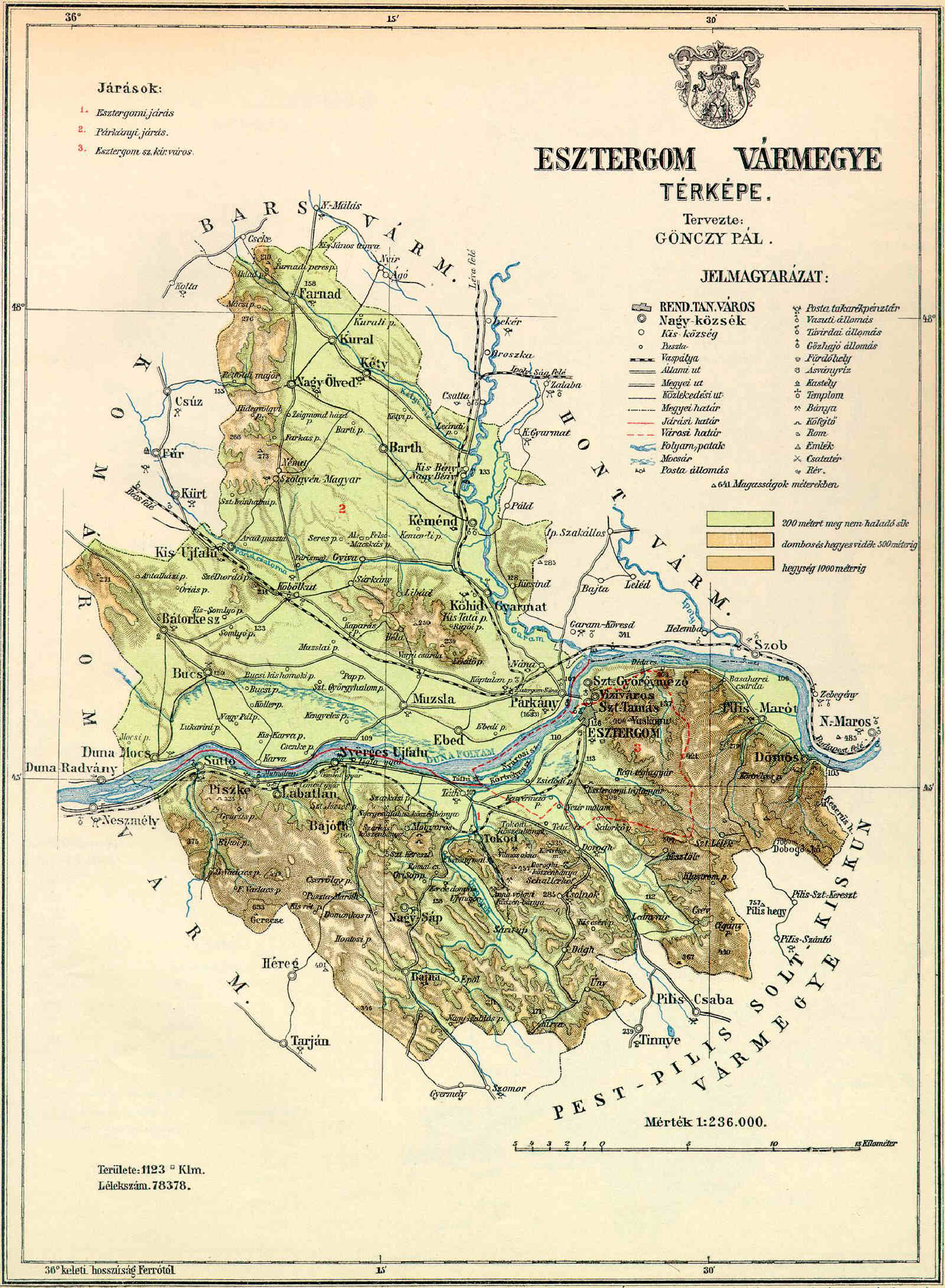
Karte des Komitats Gran um 1890

Es lag auf beiden Seiten der Donau zu etwa 2/3 in der heutigen Südslowakei und zu 1/3 im heutigen nördlichen Ungarn.
Das Komitat grenzte im Norden an das Komitat Bars, im Nordosten an das Komitat Hont, im Südosten an das Komitat Pest-Pilis-Solt-Kiskun und im Westen an das Komitat Komorn (Komárom).
Das Komitat umfasste ein zirka 15 Kilometer breites Gebiet westlich des Unterlaufs des Flusses Garam bzw. Gran (heute slowakisch Hron) oberhalb der Donau und unterhalb dieser ein zirka 10 Kilometer breites (im heutigen Ungarn also). 1910 hatte es 87.651 Einwohner, die auf einer Fläche von 1076,35 km² lebten.

## Verwaltungssitze
Ursprünglich war der Verwaltungssitz auf der Burg Estergom und in der dazugehörigen Stadt Esztergom (deutsch Gran), ab 1543 (nachdem das Osmanische Reich das Gebiet besetzt hatte) lag der Sitz vorübergehend außerhalb des Komitats (zum Beispiel 1605–1663 in Neuhäusel, heute slowakisch Nové Zámky), nach der Wiedereroberung des Gebiets durch die Habsburger war der Sitz ab 1714 wieder in Esztergom.

## Geschichte
Eine Art Vorgänger dieses Komitats existierte schon im 9. Jahrhundert, als in/bei Esztergom (damals wurde es Ostrihom genannt) eine der wichtigsten Burgen des Großmährischen Reiches stand.
Das Komitat Gran entstand dann als solches Ende des 10. Jahrhunderts als eines der ersten des Königreichs Ungarn. Weil Esztergom auch gleichzeitig Sitz des Erzbischofs von Ungarn war, hatte es ab 1270 einen Sonderstatus.
Im 13. Jahrhundert wurde ein beträchtlicher Teil im Norden des Komitats für immer ein Bestandteil des Komitat Bars.
1543 eroberte das Osmanische Reich Esztergom. Der südliche Teil des Komitats wurde danach direkter Bestandteil dieses Reiches, während der restliche Teil nur tributpflichtig blieb, bevor auch er 1663–1664 erobert wurde, wodurch das Komitat vorübergehend aufhörte zu bestehen und (theoretisch zumindest) vom Komitat Komorn verwaltet wurde. Bereits 1686 wurde aber das Komitat von der türkischen Oberherrschaft befreit, und 1691 nahmen die Komitatsämter ihre Tätigkeit wieder auf.
1786–1790 sowie 1849–1859 wurde das Komitat vorübergehend mit dem Komitat Komorn (siehe dort) vereinigt.
Ende 1918 wurde der nördlich der Donau gelegene Teil des Komitats von tschechoslowakischen Truppen besetzt und kam 1920 durch den Vertrag von Trianon zur Tschechoslowakei. Der kleinere Teil im Süden verblieb bei Ungarn und bildete ab 1923 zusammen mit dem südlichen Teil des ehemaligen Komitats Komárom das Komitat Komárom-Esztergom.
Infolge des Ersten Wiener Schiedsspruchs kam der tschechoslowakische Teil 1938 wieder zu Ungarn, und das alte Komitat Esztergom wurde wiederhergestellt.
Nach dem Zweiten Weltkrieg wurden die Grenzen von vor 1938 wiederhergestellt, und die ungarischen Teile des Komitats kamen wieder zum Komitat Komárom. Erst 1992 wurde das Komitat wieder in Komárom-Esztergom umbenannt. Der tschechoslowakische Teil nördlich der Donau ist seit 1993 Teil der eigenständigen Slowakei und gehört seit 1996 zum Neutraer Landschaftsverband (Nitriansky kraj).
Das Gebiet des Komitats wurde in der Tschechoslowakei bzw. Slowakei chronologisch wie folgt administrativ eingegliedert:
- 1918–1922: Komárňanská župa (Gespanschaft Komorn), CS
- 1923–1928: Nitrianska župa (Gespanschaft Neutra), CS
- 1928–1938: Slovenská krajina/zem (Slowakisches Land), CS
- 1938–1945: Bestandteil Ungarns
- 1945–1948: Slovenská krajina (Slowakisches Land), CS
- 1949–1960: Nitriansky kraj (Neutraer Landschaftsverband) – mit dem heutigen nicht zu verwechseln, CS
- 1960–1990: Západoslovenský kraj (Westslowakischer Landschaftsverband), CS
- seit 1996: Nitriansky kraj (Neutraer Landschaftsverband), SK

## Bezirksunterteilung

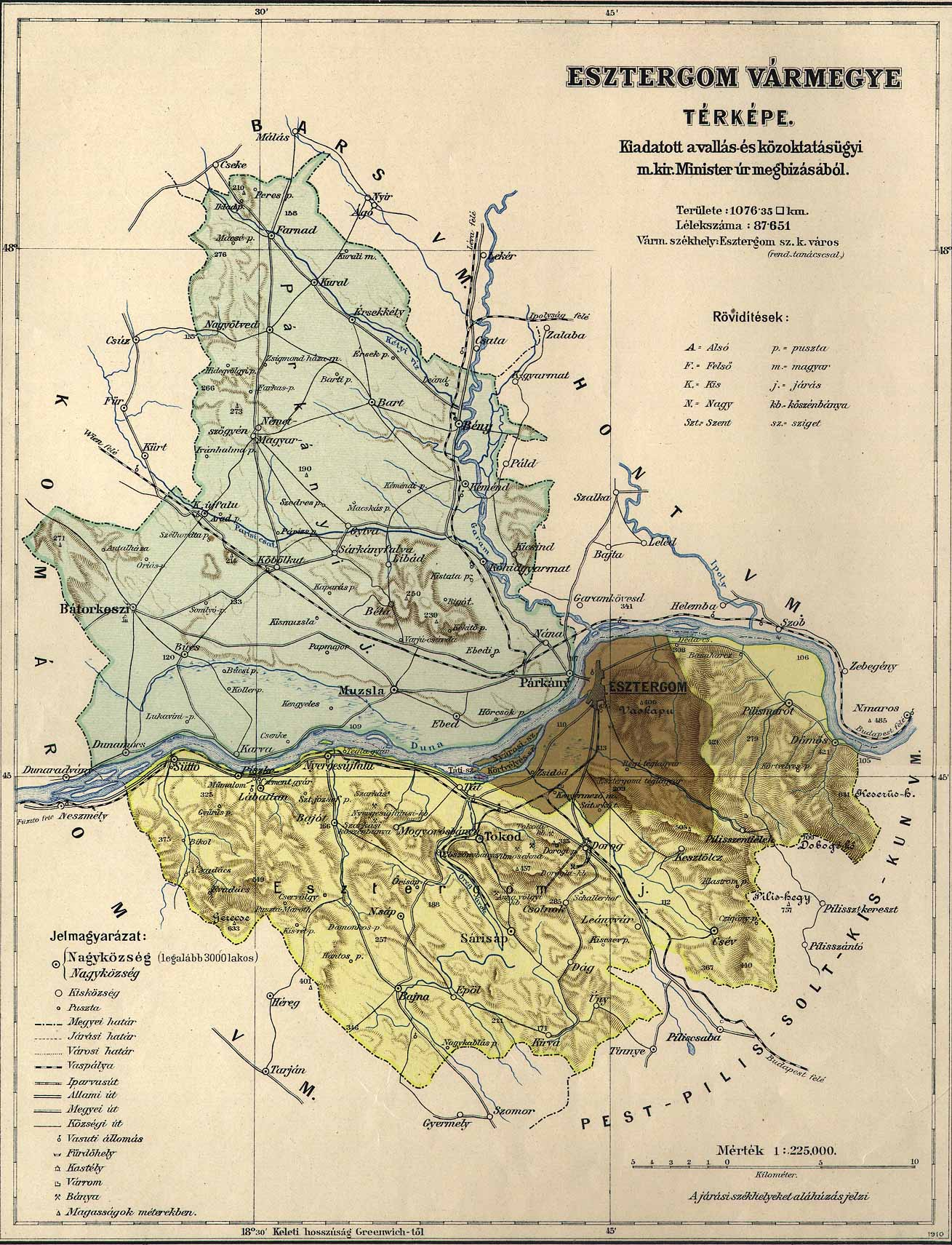
Administrative Karte

Im frühen 20. Jahrhundert bestanden folgende Stuhlbezirke (meist nach dem Namen des Verwaltungssitzes benannt):
| Stuhlbezirke (járások)                | Stuhlbezirke (járások) |
| Stuhlbezirk                           | Verwaltungssitz        |
| ------------------------------------- | ---------------------- |
| Esztergom                             | Esztergom              |
| Párkány, heute Štúrovo                | Muzsla, heute Mužla    |
| Stadtbezirk (rendezett tanácsú város) |                        |
| Esztergom                             |                        |

Štúrovo und Mužla liegen in der heutigen Slowakei, alle anderen Orte im heutigen Ungarn.